# ماهی خال‌خالی اطلس
ماهی خال‌خالی یا اِسْقُمْری نامی عمومی برای چندین گونه مختلف ماهی است که بیشترشان، اما نه همه آن‌ها، به خانواده خال‌مخالیان (Scombridae) تعلق دارند.
این ماهی در آشپزی ژاپنی به کار می‌رود و به نام سابا شناخته می‌شود. همچنین یک نوع سوشی که از این ماهی تهیه می‌شود، نیز سابا نام دارد. در دریاهای اطراف ژاپن ۴ گونه از این ماهی به نام‌های قباد ژاپنی، گوما سابا، گورو کوما و نیجو سابا یافت می‌شوند.